# Petr Málek
Petr Málek (* 26. November 1961 in Moravský Krumlov; † 30. November 2019 in Kuwait) war ein tschechischer Sportschütze.

## Erfolge
Petr Málek, der für den Verein Kometa Brno antrat, nahm an zwei Olympischen Spielen im Skeet teil. Bei den Olympischen Spielen 1988 in Seoul belegte er mit 194 Punkten den 20. Platz. Erst bei den Spielen 2000 in Sydney kam es zu Máleks zweiter Olympiateilnahme. Er qualifizierte sich mit 124 Punkten für das Finale, in dem er nur eines von 25 Zielen verfehlte. Mit insgesamt 148 Punkten belegte er hinter Mykola Miltschew, der im gesamten Wettbewerb sämtliche Ziele traf, und vor James Graves den Silberrang. Málek wurde zudem 1990 in Moskau und 2001 in Kairo mit der Mannschaft Weltmeister. 1998 belegte er mit ihr in Barcelona den zweiten und 1991 in Perth den dritten Platz.
Málek war über acht Jahre als Trainer der zyprischen Schützennationalmannschaft tätig. Bis zu seinem Tod war er Nationaltrainer Kuwaits. Er war verheiratet und hatte drei Kinder.